# Hogg (roman)
Hogg est un roman pornographique de l'auteur américain Samuel R. Delany, écrit en 1969 et publié en 1995. Le roman traite de thèmes tabous comme le meurtre,  la pédophilie, l'inceste, la coprophilie,  la coprophagie, l'urolagnie, le contact anal-oral, la nécrophilie et le viol. Il est conçu et écrit en 1969, et révisé en 1973. Le roman est finalement publié avec quelques réécritures supplémentaires, bien que mineures, en 1995 par Black Ice Books. Deux éditions ultérieures ont reçu quelques corrections, dont la dernière, publiée par Fiction Collective Two (en) en 2004, porte une note de Delany déclarant qu'il s'agit de la version définitive.

## Contexte et genèse de l'écriture
Le roman est écrit en 1969 et Samuel en achève l'écriture quelques jours avant les Émeutes de Stonewall. Il dit lui-même que le livre est plein de colère, et que l'on ne peut le comprendre sans connaitre le contexte historique dans lequel il a été écrit, à savoir  celui où les mouvements de résistance défendant les droits civiques, le féminisme de la deuxième vague, le Black Power et les émeutes de Stonewall se produisaient au moment où Delany écrivait le livre. Longtemps réputé impubliable, il finit par l'être en 1994. Hogg est ainsi, selon les propres termes de son auteur, le dernier ou un des derniers romans écrits aux États-Unis avant Stonewall par un jeune homme noir et gay furieux envers la condition sexuelle dans le pays.

## Contenu

### Préface
La préface du roman s'intitule « Le Jardin du Scorpion ». Il n'est pas inclus dans l'édition cartonnée de 1995, bien qu'il ait été écrit en 1973. Il est inclus dans The Straits of Messina (1989).

### Description
« The plot features a silent pre-adolescent boy (called only "cocksucker") sold into sexual slavery to a rapist named "Hogg" Hargus, who exposes him to the most extreme acts of deviancy imaginable. »

— Leonard Pierce (The A.V. Club), Inventory: Visionary or Madmen?
Selon Leonard Pierce de The A.V. Club : The plot features a silent pre-adolescent boy (called only "cocksucker") sold into sexual slavery to a rapist named "Hogg" Hargus, who exposes him to the most extreme acts of deviancy imaginable. (« L'intrigue met en scène un préadolescent silencieux (appelé seulement « suceur de bites ») vendu comme esclave sexuel à un violeur nommé « Hogg » Hargus, qui l'expose aux actes de déviance les plus extrêmes que l'on puisse imaginer. »)
Les actes auxquels il est exposé comprennent une quantité importantes de « viols, de violences et de meurtres », tels que « des scènes de Hogg et de sa bande violant brutalement diverses femmes » et d'autres « de nombreuses scènes impliquant la consommation de déchets corporels ». Chaque chapitre du roman sans exception contient des actes sexuels et/ou violents.

### Contexte du récit
Les événements du roman se déroulent les 26, 27 et 28 juin 1969, dans une ville non nommée. Le narrateur mentionne diverses zones voisines – Ellenville, Crawhole et Frontwater des quartiers fictifs. La ville est une friche industrielle et l'histoire prend place dans les bars, sur les quais, les barges à ordures, les relais routiers, ainsi que dans le camion de Hogg. De nombreux personnages appartiennent à la classe ouvrière.
Delany a indiqué dans une interview avec TK Enright : 
« L'action [de Hogg] se déroule à Pornotopia, un pays où toute situation peut devenir extrêmement sexuelle à la moindre perturbation et pression de l'attention. Comme ses terres sœurs, Comedia et Tragedia, elle ne peut être que tellement réaliste. Dans la même interview, Delany déclare également : « Hogg est une autre de mes histoires qui se déroule dans la ville d'Enoch ». »
Neveryóna de Delany se déroule aussi en partie, à Enoch.

### Résumé
Au début, le narrateur vit avec un garçon hispanique nommé Pedro et se livre à des actes sexuels avec des hommes plus âgés dans le sous-sol de la maison en échange d'argent, en particulier avec la sœur adolescente de Pedro, Maria. Il a des relations sexuelles à la fois avec Maria, Pedro, une bande de motards et un groupe d'hommes noirs. Le narrateur prend systématiquement le rôle passif dans ces actes sexuels. L'un des hommes noirs choisit spécifiquement le narrateur, car il a selon lui une possible ascendance partiellement noire.
Le deuxième chapitre se déroule après que le narrateur a quitté Pedro. Il met en scène Hogg, pour la première fois, en train de violer une femme dans une ruelle. Hogg appelle le narrateur pour « le finir » oralement.  Hogg emmène le narrateur dans son camion où il lui explique qu'il est camionneur de métier, mais qu'il aime être payé pour violer des femmes. Hogg révèle également un peu son histoire personnelle, dressant un tableau de sa personnalité globale : c'est un sociopathe extrême, violent et sadique. Ils se rendent à la rencontre de Mr Jonas, un client de Hogg qui, malgré sa richesse apparente, répond à sa propre porte et conduit sa propre limousine. Mr Jonas indique à Hogg sa prochaine mission, et Hogg déclare son intention d'emmener plusieurs autres hommes, ainsi que le narrateur, pour y participer. À ce stade, la place du narrateur en tant que compagnon de Hogg est solidement établie.
Hogg et le narrateur donnent rendez-vous aux autres hommes engagés pour la mission – Nigg, Wop (en) et Denny – dans un bar nommé Piewacket. Nigg s'avère être l'homme noir que le narrateur a rencontré pour la première fois au début de l'histoire. Wop est un ouvrier italo-américain violent. Denny est un adolescent plutôt timide, plus âgé que le narrateur mais un peu plus jeune que les autres hommes. Les cinq violeurs mènent à bien leur mission, qui consiste à violer des femmes, et persécutent successivement une femme célibataire, une femme et de sa fille en fauteuil roulant, et une famille – mère, père et fils. La violence augmente au cours de chaque mission, les jeunes enfants des victimes (hommes et femmes) étant également attaqués et violés par la bande. Lors de la troisième scène de viol, Denny s'enfuit dans la cuisine familiale où il décide de se percer le pénis à l'aide d'un clou. Bientôt, le pénis de Denny commence à saigner, à gonfler et à suppurer,  manifestement infecté. À ce stade, Denny commence à répéter en boucle la phrase « tout va bien ».
Une fois leur dernière mission accomplie, le groupe se rend au bar Piewacket, où ils fraternisent avec les membres des Phantoms, un gang de motards rencontré au début du roman. Nigg et Hawk, l'un des motards, fomentent un plan consistant à vendre le narrateur à un capitaine de remorqueur noir appelé Big Sambo (en). Les trois partent sur la moto de Hawk pour rencontrer Big Sambo sur les quais de Crawhole sans en avertir Hogg. Big Sambo leur fait baisser le prix et donne quinze dollars à Nigg et Hawk en échange du narrateur. Big Sambo est un opérateur de remorqueur physiquement puissant qui utilise sa propre fille de douze ans, Honey-Pie, comme objet sexuel pour son propre plaisir.
Le narrateur se promène la nuit sur les quais, lorsqu'il entend des nouvelles provenant d'une radio sur le pont d'un chaland à ordures. Le présentateur radio rapporte une série de meurtres survenus dans la ville, et l'on découvre que le suspect est Denny, ce qui est confirmé au lectorat lorsque l'on apprend que la phrase « tout va bien » est écrite avec du sang sur toutes les scènes de crime. Le bar Piewacket, où le gang traînait auparavant, a été attaqué par Denny avec une arme à feu et plusieurs personnes, dont le barman et quelques motards, ont été tués.
Sur les quais, le narrateur rencontre Red, un homme blanc et roux, et Rufus, un homme noir, tous deux éboueurs. Les deux hommes le force à avoir des relations sexuelles. Ils font ensuite des plans pour « emprunter » le narrateur à Big Sambo et de le garder à bord de leur chaland avec un collier et une laisse. Whitey, un flic qui patrouille dans le quartier, les interrompt et en profite pour avoir également des relations sexuelles avec le narrateur. Le policier est alors appelé au bord de l'eau pour l'enquête sur les meurtres de Mona, Harry et de leur bébé d'un an. Rufus, Red et le narrateur retournent au bord de l'eau où une équipe de radio rapporte en direct la scène de l'enquête. Big Sambo aperçoit le narrateur près des quais et lui ordonne de retourner immédiatement à bord de son chaland.
Hogg arrive au chaland et agresse Big Sambo, puis emmène le narrateur dans son camion, à bord duquel se trouve aussi Denny, qui se cache de la police. Après avoir quitté la région de Crawhole, Hogg ordonne à Denny de se baigner, de s'habiller avec des vêtements propres et de faire de l'auto-stop jusqu'en Floride. En revenant du relais routier, Hogg indique au narrateur son intention de passer les prochains mois avec lui et exprime sa joie qu'ils soient enfin réunis. Cependant, le narrateur élabore de son côté un plan pour quitter Hogg au prochain moment opportun. Hogg lui demande finalement « Qu'est-ce qu'il y a ? », ce à quoi il répond « Rien », sa seule ligne de dialogue dans tout le roman.
La vague de meurtres hors scène de Dennis « Denny » Harkner est décrite par le journaliste de radio Edward Sawyer comme « un déchaînement dans l'après-midi et la soirée… qui menace de surpasser tout à la fois Starkweather, Speck et Manson ». Plus tard, il est révélé que la série de meurtres a eu lieu le 27 juin 1969, soit plus d'un mois avant que le meurtre de Tate ne soient perpétrés par la famille Manson (en) le 8 août 1969.

## Analyse du personnage de Hogg
Michael Hemmingson (en) affirme dans The Review of Contemporary Fiction que Hogg : 
« …est un voyou, un « artiste du viol » et un terroriste à gages, avec des penchants plus homosexuels qu'hétérosexuels. Hogg pourrait bien être la personnalité la plus vile et la plus dégoûtante de la fiction américaine contemporaine : il ne se lave ni ne se change jamais, urine et défèque dans son pantalon, mange ses propres excréments, boit beaucoup de bière et mange beaucoup de pizzas pour « entretenir » son gros ventre - il a des vers et aime ça - et aime faire souffrir les autres, hommes ou femmes, la plupart du temps en échange d'argent, mais parfois aussi pour son propre plaisir. Mais il est aussi fascinant : il est l'incarnation de ce que notre société peut faire des gens, de la condition délabrée de l'âme humaine. »

## Signification littéraire et critique
En dépit de la réputation sulfureuse du livre, plusieurs auteurs respectés ont apporté leur soutien. Norman Mailer a ainsi déclaré : « Il ne fait aucun doute que Hogg de Samuel R. Delany est un livre sérieux doté d'une valeur littéraire. ». JG Ballard, auteur prolifique de fiction spéculative et de littérature transgressive (en), a également fait l'éloge du travail de Delany, citant le médium de la pornographie comme étant « la forme de fiction la plus politique ».
Dennis Cooper a déclaré dans son recueil Smothered in Hugs: Essays, Interviews, Feedback, and Obituaries que « Hogg est ennuyeux et indulgent » et que « le rythme est lent comme de la mélasse ». Cependant, il poursuit également en disant que l« Le livre est un objet très chargé… [et] c'est une raison suffisante pour le recommander ». Dans la préface d'une édition ultérieure de Smothered in Hugs, Cooper écrit : « Je pense maintenant que Hogg de Samuel Delany est un grand roman, et je ne sais pas pourquoi je ne m'en suis pas rendu compte à la première lecture ».
Jeffrey A. Tucker, professeur agrégé d'anglais à l'Université de Rochester, commente dans son étude critique A sense of wonder: Samuel R. Delany, race, identity and difference que Hogg « a exprimé l'hostilité de l'auteur envers une société hétérosexiste, une colère qui n'avait pas d'exutoire socialement constructive avant le mouvement moderne pour les droits LGBT. ».